# Yoshino Kimura
Yoshino Kimura (木村 佳乃 Kimura Yoshino?,  Londres, Reino Unido, 10 de abril de 1976) es una actriz, cantante y seiyū japonesa-británica, afiliada a Top Coat.

## Biografía
Kimura nació el 10 de abril de 1976 en la ciudad de Londres, Reino Unido, pero creció en Setagaya, Tokio. Kimura vivió también tres años en Nueva York debido al trabajo de su padre. Asistió al departamento de literatura inglesa y arte de la Universidad de Seijo, pero no se graduó.
Debutó como actriz en 1996 en la serie de drama Genki o Ageru: Yūmei Kyūkyūi Monogatari. Al año siguiente hizo su debut cinematográfico con la película Shitsurakuen, rol por el que ganó un premio de la academia japonesa en la categoría de mejor actriz nueva. En 2004, Kimura fue nombrada embajadora de relaciones públicas entre Japón-Corea y, en 2005, también fue embajadora de turismo en un intercambio cultural entre Japón-Australia.
En 2007, Kimura interpretó a Teresa Teng en la película para televisión de TV Asahi, Teresa Teng Monogatari. En 2008, interpretó a Kazusa y Aoi Monzen en la película Orochi: Blood, basada en la serie de manga homónima. 
A lo largo de su carrera, Kimura también ha incursionado como seiyū, doblando en su mayoría películas extranjeras. Algunos de sus trabajos más destacados como seiyū incluyen el de la princesa Kida en Atlantis: El imperio perdido, Tigresa en Kung Fu Panda, Claire Dearing en Jurassic World y Jurassic World: Fallen Kingdom, y más recientemente la Dra. Emma Russell en Godzilla: King of the Monsters.

## Vida personal
El 23 de octubre de 2010, Kimura contrajo matrimonio con su novio de dos años, el también actor Noriyuki Higashiyama, con quien había protagonizado la película Saraba, Waga ai Haōbekki en 2008. El 3 de mayo de 2011, Kimura anunció que estaba embarazada de tres meses. El primer hijo de la pareja, una niña, nació el 4 de noviembre de 2011. El 29 de mayo de 2013, Kimura anunció el nacimiento de su segunda hija.

## Filmografía

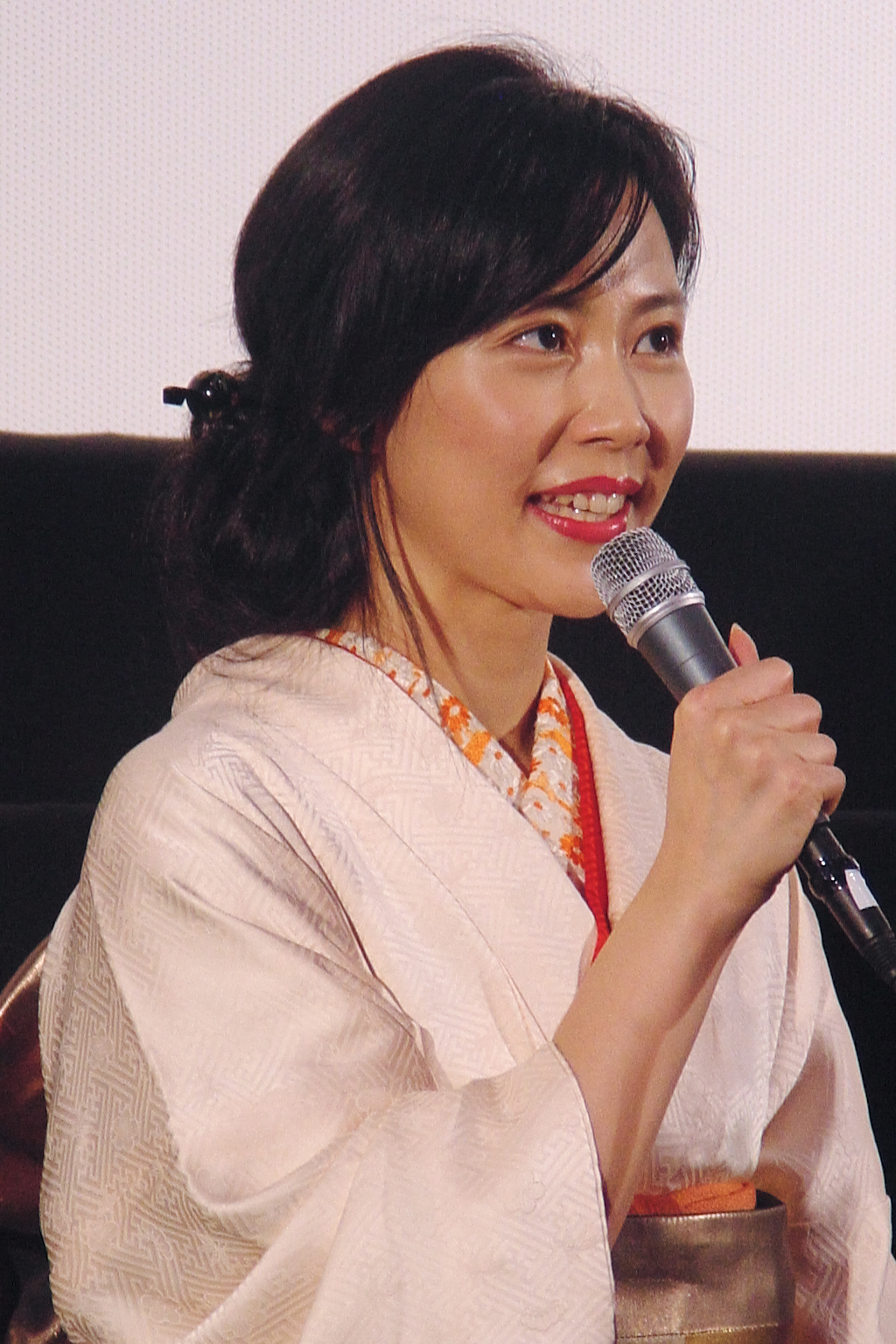
Kimura en el Festival Internacional de Cine de Tokio de 2005.

### Películas
- Lost Paradise (1997) – Chika
- Isola (2000) – Yukari Kamo
- Hashire! Ichirō (2001) – Terada
- Mobōhan (2002) – Shigeko Maehata
- Her Island, My Island (2002) – Kuriko
- Like Asura (2003) – Keiko Akagi
- Ichigo no Kakera (2005)
- Bluestockings (2005) – Kiyoko
- The Samurai I Loved (2005) – Fuku
- Nezu no Ban (2006) – Shigeko
- Backdancers! (2006) – Reiko Mihama
- Sakuran (2006) – Takao
- Glory to the Filmmaker! (2007) – Akiko
- Densen Uta (2007) – Ranko Kaburagi
- Sukiyaki Western Django (2007) – Shizuka
- Fine, Totally Fine (2008) – Akari Kinoshita
- Aibō the Movie (2008) – Hinako Katayama
- Jirochô Sangokushi (2008) – Osono
- Orochi: Blood (2008) – Aoi Monzen, Kazusa Monzen
- Blindness  (2008) – First Blind Man's Wife
- Rescue Wings (2008) – Mina Takasu
- Daremo Mamotte Kurenai (2008) – Reiko Onoue
- Killer Bride's Perfect Crime (2009) – Fukuko Kobayashi
- Confessions (2010) – Yuko Shimomura
- King Game (2010) – Yamazaki
- Aibō Series X DAY (2013) – Hinako Katayama
- Hot Road (2014) – Kazuki's mother
- Hoshigaoka Wonderland – Sawako Kiyokawa
- Desperate Sunflowers (2016) – Natsuko Kotani
- Pretty Cure Dream Stars! (2017) - Shizuku (voice)
- My Dad is a Heel Wrestler (2018) - Shiori
- Hit Me Anyone One More Time (2019) - the president of the United States
- Diner (2019)
- Kiba: The Fangs of Fiction (2021)

### Series de televisión
- Shota no Sushi (1996) – Saori Otori
- Remote (2002) – Yuka Sasaki
- Aibō (2004) – Hinako Katayama
- Masters of Horror, "Dream Cruise" (2007) – Yuri Saito
- Tenchijin (2009) – Oryō
- Nakanai to Kimeta Hi (2010) – Yukiko Sano
- Asa ga Kita (2015) – Soe Kushida
- Sanada Maru (2016) – Matsu
- Hiyokko (2017) – Miyoko Yatabe
- Home Sweet Tokyo (2017) – Itsuki Jenkins
- Dokonimo nai Kuni (2018) – Mariko Maruyama
- Seiten wo Tsuke (2021) – Hiraoka Yasu

### Doblaje
- Atlantis: El imperio perdido (2001) – Princesa Kida
- Open Season (2006) – Beth[15]
- Kung Fu Panda (2008) – Tigresa
- Percy Jackson y el ladrón del rayo (2010) – Medusa (voz de Uma Thurman)[16]
- Kung Fu Panda 2 (2011) – Tigresa
- Paddington (2014) – Millicent Clyde (voz de Nicole Kidman)
- Jurassic World (2015) – Claire Dearing (voz de Bryce Dallas Howard)
- Jurassic World: Fallen Kingdom (2018) – Claire Dearing (voz de Bryce Dallas Howard)
- Godzilla: King of the Monsters (2019) – Dr. Emma Russell (voz de Vera Farmiga)
- Red (2022) – Ming Lee (voz de Sandra Oh)

## Premios y nominaciones
| Año  | Premio                           | Categoría               | Trabajo             | Resultado |
| ---- | -------------------------------- | ----------------------- | ------------------- | --------- |
| 1998 | Premios Élan d'Or                | Recién llegado del año  | -                   | Ganadora  |
| 1998 | Premios de la Academia Japonesa  | Mejor actriz nueva      | Shitsurakuen        | Ganadora  |
| 2006 | 2Premios de la Academia Japonesa | Mejos actriz            | Semishigure         | Nominada  |
| 2011 | Blue Ribbon Awards               | Mejor actriz de reparto | Confessions         | Ganadora  |
| 2016 | Tokyo Drama Awards               | Mejor actriz de reparto | Boku no Yabai Tsuma | Ganadora  |